# 파울 폰 레토포어베크
파울 에밀 폰 레토포어베크(Paul Emil von Lettow-Vorbeck: 1870년 3월 20일-1964년 3월 9일)는 독일의 군인이다. 최종 계급은 독일 제국군에서 소장, 독일 국가방위군에서 중장. 예편 이후 독일 국방군에서 대장 계급 수여.
제1차 세계대전 동아프리카 전역에서 1만 4천 명 미만의 병력(독일군 3천 명, 아프리카인 1만 1천 명)으로 30만 명 이상의 영국-벨기에-포르투갈 연합군에게 4년간 가열찬 유격전을 벌였다. 레토포어베크는 전술적으로는 불패였으며, 제1차 세계대전 때 영국령 영토를 성공적으로 침공한 유일한 독일 지휘관이었다. 이 전공은 에드윈 팔머 호이트 등에게 “역사상 가장 거대하고 가장 성공적인 단일 유격작전”이라고 평가되었으며, 당대에도 아프리카의 사자(Der Löwe von Afrika 데어 뢰베 폰 아프리카[*])라는 별명으로 불렸다. 레토포어베크는 아스카리(아프리카인 병사)들을 인간적으로 대우하여 그들을 유능한 병사로 조련하고 성공적인 규율 단합을 이끌어낼 수 있었고, 백인 장교들과 아스카리들, 심지어 협상국 측에게도 큰 존경을 받았다. 하지만 레토포어베크의 유격전 수행은 독일령 동아프리카의 기간시설을 파괴시킴으로써 1919년 스페인 독감 때 아프리카인 수천 명이 사망하게 되는 원인이 되기도 했다.
전간기에는 바이마르 공화국의 국가방위군 소속으로 스파르타쿠스단 봉기를 진압하는 등의 활동을 했다. 1920년 카프 폭동에 관여했다가 군복을 벗었고, 1928년에서 1930년 사이에는 제정복고파 정당인 독일 국가인민당 의원으로 활동했다. 나치를 불신했으며, 한스위르겐 폰 블루멘탈을 통해 철모단과 연합하여 나치에 대항하는 구상(포어베크-블루멘탈 협약)을 꾸미기도 했다. 결국 정권을 잡은 히틀러는 1935년 레토포어베크에게 영국 대사직을 제안했으나 레토포어베크는 무례하게 거부했다. 이후 자택이 수색당하고 요시찰인으로 감시대상이 되었다. 그래도 민중들 사이에 인기가 높은 전쟁영웅이었기에 구체적인 물증 없이 박해하지는 못했고, 이름뿐인 대장 계급을 수여했다.
제2차 세계대전으로 두 아들이 독일 국방군에서 복무하다 전사하고, 브레멘의 자택은 폭격으로 전소하여 한동안 친구들에게 끼니를 구걸해야 할 정도로 인생이 망했다가 독일의 전후 경제부흥으로 간신히 생활이 안정되었다. 1953년 동아프리카를 방문해 옛 아스카리 병사들의 환영을 받았다. 1964년 94세 생일을 열흘 앞두고 사망했다. 서독 연방군은 아스카리 두 명을 초청하고 의장대를 갖추어 장례를 치렀다.

## 같이 보기
- 독일 식민제국